# Lundaspelen
Lundaspelen är kortformen av namnen på två idrottsturneringar som arrangeras i Lund i slutet respektive i början av varje år. Handbollsturneringen äger rum i 26-30 december och basketturneringen 2-5 januari. 

## Lundaspelen basket
Lundaspelen basket arrangeras sedan 1979 av EOS Lund, första turneringen omfattade 38 lag. Vid upplagan för 2010 var mer än 350 lag från 90 föreningar representerande 10 olika länder.

## Lundaspelen handboll
Lundaspelen handboll arrangeras av Lugi Handboll och är världens största inomhusturnering i handboll för ungdomar. Den 27-30 december varje år samlas tusentals ungdomar från hela världen för att spela i Lundaspelen. 
Turneringen hölls för första gången 1978 och har vuxit under de senaste 30 åren. 2008 deltog 7500 spelare i 464 lag från 14 olika länder. Vid 2009 års turnering fanns 504 lag representerade. 